# Домингуш, Афонсу
Афо́нсу Мануэ́л Ко́шта Гашпа́р да Си́лва Доми́нгуш (порт. Afonso Manuel Costa Gaspar da Silva Domingos, 29 июля 1969, Лоренсу-Маркиш, Мозамбик) — португальский яхтсмен, выступавший в классах «49-й» и «Звёздный». Участник летних Олимпийских игр 2000, 2008 и 2012 годов.

## Биография
Афонсу Домингуш родился 29 июля 1969 года в мозамбикском городе Лоренсу-Маркиш (сейчас Мапуту).
Выступал в соревнованиях по парусному спорту за португальский клуб «Кашкайш».
В 2000 году вошёл в состав сборной Португалии на летних Олимпийских играх в Сиднее. В классе «49» на двухместном скоростном шверботе вместе с Диогу Кайоллой занял 7-е место, набрав 93 очка и проиграв 38 очков завоевавшим золото Томасу Йохансону и Юрки Ярви из Финляндии.
В 2008 году вошёл в состав сборной Португалии на летних Олимпийских играх в Пекине. В классе «Звёздный» на двухместном кильботе вместе с Бернарду Сантушем занял 8-е место, набрав 89 очков и проиграв 44 очка завоевавшим золото Йену Перси и Эндрю Симпсону из Великобритании.
В 2012 году вошёл в состав сборной Португалии на летних Олимпийских играх в Лондоне. В классе «Звёздный» на двухместном кильботе вместе с Фредерику Мелу занял предпоследнее, 15-е место, набрав 108 очков и не попав в финальную гонку.